# Washington Redskins 1976
La stagione 1976 dei Washington Redskins è stata la 44ª della franchigia nella National Football League e la 40ª a Washington. Sotto la direzione del capo-allenatore George Allen la squadra ebbe un record di 10-4, classificandosi seconda nella NFC East e centrando l'accesso ai playoff per la quinta volta negli ultimi sei anni, l'ultima sotto la direzione di Allen. Fu anche la prima stagione con i Redskins del running back Hall of Famer John Riggins dopo cinque annate ai New York Jets.

## Roster
| Roster dei Washington Redskins nel 1976 |
| --- |
| Quarterback - 17 Billy Kilmer - 7 Joe Theismann Running Back - 43 Larry Brown - 35 Calvin Hill - 44 John Riggins FB - 22 Mike Thomas Wide Receiver - 88 Danny Buggs - 46 Frank Grant - 80 Roy Jefferson Tight End - 84 Jean Fugett - 87 Jerry Smith Offensive Linemen - 56 Len Hauss C - 75 Terry Hermeling G - 54 Bob Kuziel C - 73 Paul Laaveg G - 62 Ray Schoenke T - 74 George Starke T Defensive Linemen - 77 Bill Brundige DT - 65 Dave Butz DT - 61 Dennis Johnson DE - 79 Ron McDole DE - 72 Diron Talbert DT Linebacker - 59 Brad Dusek - 55 Chris Hanburger - 53 Harold McLinton - 67 Rusty Tillman Defensive Back - 37 Pat Fischer CB - 27 Ken Houston SS - 20 Joe Lavender CB - 23 Brig Owens SS - 30 Bryant Salter FS - 13 Jake Scott FS - 45 Gerard Williams CB Special Team - 4 Mike Bragg P - 3 Mark Moseley K |
| Legenda - I rookie sono in corsivo. - Il primo ruolo è il principale mentre gli eventuali successivi indicano i ruoli secondari. - (IR) sta per Injured Reserve ed indica la lista ristretta per un solo giocatore infortunato che può tornare ad allenarsi dopo la settimana 6 e a rientrare in prima squadra dopo che questa ha giocato 8 partite. - (NF-Inj.) / (NF-Ill.) stanno rispettivamente per Non-Football Injured e Non-Football Illness ed indicano le liste dove viene inserito un giocatore che ha un infortunio o una malattia non dipendente dal football americano. - (PUP) sta per Physically Unable to Perform ed indica la lista dove viene inserito un giocatore mentre è in attesa di recuperare la condizione fisica. Nella stagione regolare dopo la sesta partita giocata dalla propria squadra, il giocatore ha tempo tre settimane per riprendere ad allenarsi, più tre settimane aggiuntive dal suo rientro agli allenamenti per rientrare in prima squadra. |

## Calendario
| Stagione regolare |              |                        |           |        |                        |          |         |
| Turno             | Data         | Avversario             | Risultato | Record | Stadio                 | Pubblico | Sintesi |
| 1                 | 12 settembre | New York Giants        | V 19–17   | 1–0    | RFK Stadium            | 54,245   | Recap   |
| 2                 | 19 settembre | Seattle Seahawks       | V 31–7    | 2–0    | RFK Stadium            | 53,174   | Recap   |
| 3                 | 27 settembre | at Philadelphia Eagles | V 20–17   | 3–0    | Veterans Stadium       | 66,005   | Recap   |
| 4                 | 3 ottobre    | at Chicago Bears       | S 7–33    | 3–1    | Soldier Field          | 52,105   | Recap   |
| 5                 | 10 ottobre   | Kansas City Chiefs     | S 30–33   | 3–2    | RFK Stadium            | 53,060   | Recap   |
| 6                 | 17 ottobre   | Detroit Lions          | V 20–7    | 4–2    | RFK Stadium            | 45,908   | Recap   |
| 7                 | 25 ottobre   | St. Louis Cardinals    | V 20–10   | 5–2    | RFK Stadium            | 48,325   | Recap   |
| 8                 | 31 ottobre   | Dallas Cowboys         | S 7–20    | 5–3    | RFK Stadium            | 55,004   | Recap   |
| 9                 | 7 novembre   | at San Francisco 49ers | V 24–21   | 6–3    | Candlestick Park       | 56,134   | Recap   |
| 10                | 14 novembre  | at New York Giants     | S 9–12    | 6–4    | Giants Stadium         | 72,975   | Recap   |
| 11                | 21 novembre  | at St. Louis Cardinals | V 16–10   | 7–4    | Busch Memorial Stadium | 49,833   | Recap   |
| 12                | 28 novembre  | Philadelphia Eagles    | V 24–0    | 8–4    | RFK Stadium            | 54,292   | Recap   |
| 13                | 5 dicembre   | at New York Jets       | V 37–16   | 9–4    | Shea Stadium           | 46,638   | Recap   |
| 14                | 12 dicembre  | at Dallas Cowboys      | V 27–14   | 10–4   | Texas Stadium          | 59,916   | Roster  |

Nota: gli avversari della propria division sono in grassetto.

### Playoff
| Playoff    |             |                          |           |                      |          |         |
| Turno      | Data        | Avversario               | Risultato | Stadio               | Pubblico | Sintesi |
| Divisional | 18 dicembre | at Minnesota Vikings (1) | S 20–35   | Metropolitan Stadium | 47,221   | Recap   |

## Classifiche
| NFC East               |    |    |   |      |     |      |     |     |     |
|                        | V  | S  | P | %    | DIV | CONF | PF  | PS  | STR |
| Dallas Cowboys(2)      | 11 | 3  | 0 | .786 | 6–2 | 9–3  | 296 | 194 | S1  |
| Washington Redskins(4) | 10 | 4  | 0 | .714 | 6–2 | 9–3  | 291 | 217 | V4  |
| St. Louis Cardinals    | 10 | 4  | 0 | .714 | 5–3 | 9–3  | 309 | 267 | V2  |
| Philadelphia Eagles    | 4  | 10 | 0 | .286 | 2–6 | 4–8  | 165 | 286 | V1  |
| New York Giants        | 3  | 11 | 0 | .214 | 1–7 | 3–9  | 170 | 250 | S1  |